# Rekha Thapa
Rekha Thapa (Salakpur, 21 agosto 1982) è un'attrice, modella e produttrice cinematografica nepalese.

Nel 1999 è stata finalista nella top ten di Miss Nepal. Due anni dopo ha fatto il suo debutto cinematografico in Hero di Chhabiraj Ojha. Ha lavorato in circa 200 film nepalesi e ha guadagnato popolarità nel mondo cinematografico nepalese grazie al suo carisma e alla sua bellezza. È proprietaria della casa di produzione cinematografica Rekha Entertainment. Ha vinto il CG Digital Film Awards per la migliore attrice, e nel 2011 ha vinto anche il NEFTA Film Awards per la migliore attrice.

## Biografia
Rekha Thapa è nata a Salakpur, nel distretto di Morang nel Nepal orientale. Dopo la laurea, si è trasferita a Katmandu per gli studi superiori. Poiché aveva un forte desiderio di diventare un'attrice, ha continuato a partecipare a vari concorsi di bellezza e programmi glamour. In seguito ha preso parte al concorso di Miss Nepal nel 1999 ed è finita nella Top 10.
Thapa è stata membro del Partito Comunista del Nepal (centro maoista).

## Nei media
L'ingresso di Thapa in un importante partito politico, Partito Comunista del Nepal (centro maoista), nel mezzo di un programma pubblico presso la sede centrale del partito a Koteshwor, ha alimentato la critica di alcuni dei suoi fan. Nel novembre 2009, mentre protestava per il Partito Comunista del Nepal (centro maoista) sulla supremazia nel governo, Rekha Thapa è stata vista ballare con Pushpa Kamal Dahal attorno alla piazza Durbar, la sede del governo. Nel dicembre 2009, Rekha Thapa è stata vista baciare l'uomo più basso del mondo, Khagendra Thapa Magar.
Rekha Thapa è stata sulla pagina di copertina di Wave Magazine nell’edizione di giugno del 2013.
Rekha Thapa ha terminato la sua relazione con un divorzio con il marito e produttore cinematografico Chhabi Raj Ojha nel 2012. Ha frequentato Sudarshan Gautam, un disabile nepalese non residente, attore di Himmatwali. In un'intervista, Sudarshan Gautam aveva anche ammesso la possibilità di matrimonio. Rekha ha poi rivelato che la relazione con Sudarsan Gautam era una trovata pubblicitaria.

## In politica
Rekha Thapa si è unita al Partito Democratico Nazionale il 12 dicembre 2016. Nel febbraio 2017, Thapa è stata eletta membro centrale del partito democratico nazionale. Sono stati eletti anche altri volti popolari, come la cantante Komal Oli e i legislatori Kunti Shahi e Pratibha Rana.
Nel 2013, Thapa è entrata a far parte del Partito Comunista del Nepal (centro maoista). Tuttavia, un anno dopo, ha annunciato di non essere più associata a quel partito politico.

## Filmografia

### Attore
- Hero (2000)
- Mitini, regia di Anish Koirala (2002)
- Bhai Tika, regia di Laxmi Nath Sharma (2002)
- Jetho Kancha, regia di Dayaram Dahal (2003)
- Jeevan Rekha (2004)
- Hami Tin Bhai, regia di Shiva Regmi (2004)
- Krodh, regia di Akash Adhikari (2006)
- Duniya, regia di Shiva Regmi (2006)
- Dewar Babu, regia di Gyanendra Bahadur Deuja (2007)
- Mr. Mangale, regia di Kishor Rana (2008)
- Nasib Afno (2008)
- Batuli (2008)
- Kismat, regia di Ujwal Ghimire (2009)
- Gorkha Rachhayak, regia di Giri Raj Lamichhane (2009)
- Silsila, regia di Rajendra Uprety (2009)
- Sahara (2009)
- Batomuni Ko Phool, regia di Suraj Subba (2010)
- Himmat, regia di Deepak Shrestha (2010)
- Kasle Choryo Mero Man, regia di Shabir Shrestha (2010)
- TOD (2010)
- Hifajat, regia di Gyanendra Bahadur Deuja (2010)
- Challenge, regia di Shyam Bhattarai (2011)
- Andaj, regia di Ujwal Ghimire (2011)
- Khusi (2011)
- Hamro Maya Juni Juni Lai (2011)
- Kasam Hajur Ko (2011)
- Saathi Ma Timro (2012)
- Gorkha Rakshyak, regia di Akash Adhikari (2012)
- Ishara (2012)
- Lanka (2012)
- Rawan (2012)
- Jaba Jaba Maya Bascha (2012)
- Mero Jiwan Sathi (2013)
- Kali (2013)
- Veer (2013)
- Himmatwali, regia di Rekha Thapa (2014)
- Akaal, regia di Neer Bikram Shah (2014)
- Tathastu (2014)
- Rampyaari (2016)
- Palash, regia di Subash Koirala (2017)
- Hero Returns, regia di Ashish Bhetwal (2017)
- Rudrapriya (2017)
- Rajja Rani, regia di Yam Thapa (2018)

### Produttore
- Himmatwali, regia di Rekha Thapa (2014)

## Premi e nomination
| Anno | Premio                 | Categoria        | Film                  | Risultato       |
| ---- | ---------------------- | ---------------- | --------------------- | --------------- |
| 2010 | CG Digital Film Awards | Migliore attrice | Kasle Choryo Mero Man | Vincitore/trice |
| 2011 | NEFTA Film Awards      | Migliore attrice | Hifajat               | Vincitore/trice |